# لینتون (کنتاکی)
لینتون (به انگلیسی: Linton) یک منطقهٔ مسکونی در ایالات متحده آمریکا است که در کنتاکی واقع شده‌است. لینتون ۱۶۳٫۹۸ متر بالاتر از سطح دریا قرار دارد.